# Mămăligani
Mămăligani – wieś w Rumunii, w okręgu Alba, w gminie Mogoș. W 2011 roku liczyła 31 mieszkańców.